# Hultsjö socken
Hultsjö socken i Småland ingick i Västra härad i Njudung, ingår sedan 1974 i Sävsjö kommun i Jönköpings län och motsvarar från 2016 Hultsjö distrikt.
Socknens areal är 106,67 kvadratkilometer, varav land 95,85. År 2000 fanns här 482 invånare. Kyrkbyn Hultsjö med sockenkyrkan Hultsjö kyrka ligger i socknen. 

## Administrativ historik
Hultsjö socken har medeltida ursprung.
Vid kommunreformen 1862 övergick socknens ansvar för de kyrkliga frågorna till Hultsjö församling och för de borgerliga frågorna till Hultsjö landskommun. Landskommunen inkorporerades 1952 i Hjälmseryds landskommun och uppgick sedan 1974 i Sävsjö kommun. Församlingen uppgick 2019 i Stockaryds församling.
1 januari 2016 inrättades distriktet Hultsjö, med samma omfattning som församlingen hade 1999/2000.  
Socknen har tillhört samma fögderier och domsagor som Västra härad. De indelta soldaterna tillhörde Kalmar regemente, Västra härads kompani, och Smålands grenadjärkår, Livkompanit.

## Geografi
Hultsjö socken ligger söder om Sävsjö och med Allgunnen i sydväst. Socknen består av höglänt och kuperad skogstrakt med mossar och småsjöar.

## Fornlämningar
Fem hällkistor från stenåldern, flera gravrösen från bronsåldern och tre järnåldersgravfält finns här.

## Namnet
Namnet (1270 Hölsiö) är taget från en sjö med förledet hyl, 'fördjupning eller utvidgning av sjö eller vattendrag'.

### Fotnoter
1. 1 2 3  Svensk Uppslagsbok andra upplagan 1947–1955: Hultsjö socken
2. 1 2  Harlén, Hans; Harlén Eivy (2003). Sverige från A till Ö: geografisk-historisk uppslagsbok. Stockholm: Kommentus. Libris 9337075. ISBN 91-7345-139-8
3. ↑  ”Församlingar”. Statistiska centralbyrån. https://www.scb.se/hitta-statistik/regional-statistik-och-kartor/regionala-indelningar/forsamlingar/. Läst 30 december 2022.
4. ↑  Administrativ historik för Hultsjö socken (Klicka på församlingsposten). Källa: Nationella arkivdatabasen, Riksarkivet.
5. ↑  Indelta soldater, torp och rotar i Jönköpings län Arkiverad 24 januari 2012 hämtat från the Wayback Machine. Jönköpingsbygdens Genealogiska Förening
6. 1 2  Sjögren, Otto (1931). Sverige geografisk beskrivning del 2 Östergötlands, Jönköpings, Kronobergs, Kalmar och Gotlands län. Stockholm: Wahlström & Widstrand. Libris 9939
7. 1 2 3  Nationalencyklopedin
8. ↑  Fornlämningar, Statens historiska museum: Hultsjö socken
9. ↑  Fornminnesregistret, Riksantikvarieämbetet: Hultsjö socken Fornminnen i socknen erhålls på kartan genom att skriva in sockennamn (utan "socken") i "Ange geografiskt område"